# Andrés de Li
Andrés de Li o de Helí (Zaragoza, mediados del siglo XV – ?, después de 1521) fue un matemático y escritor español.

## Vida
Aries significa la cabeça.
Taurus el pescueço.
Geminis los braços.
Cancer los pechos.
Leo el coraçon.
Virgo el vientre.
Libra las ancas.
Scorpio los genitals.
Sagitario las piernas.
Caprocorno las rodillas.
Aquarius la spinilla.
Piscis los pies.

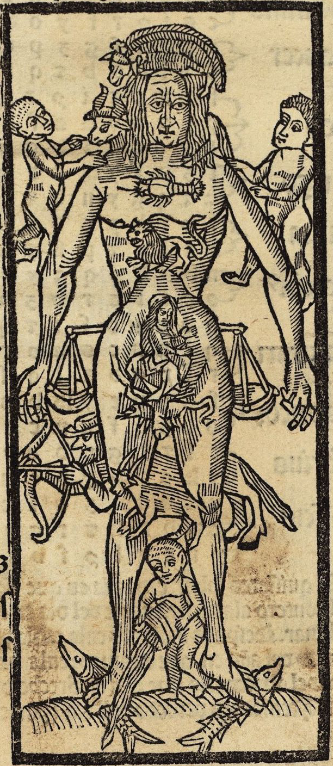
Grabado de Repertorio de los tiempos (1492) que muestra las partes del cuerpo con los signos del zodiaco correspondientes:Aries significa la cabeça.
Taurus el pescueço.
Geminis los braços.
Cancer los pechos.
Leo el coraçon.
Virgo el vientre.
Libra las ancas.
Scorpio los genitals.
Sagitario las piernas.
Caprocorno las rodillas.
Aquarius la spinilla.
Piscis los pies.

Es muy poco lo que se sabe de Andrés de Li. En la edición de 1495 del Repertorio de los tiempos Pablo Hurus se refiere a él como «ciudadano de Zaragoza». Latassa se refiere a él en 1796 como «hijo y ciudadano de Zaragoza, varón piadoso y literato». Se cuenta entre los intelectuales que se reunían en torno al editor Pablo Hurus, entre los que estaban Gauberte Fabricio de Vagad, Gonzalo García de Santa María, Martín García, Martín Martínez de Ampiés y Antonio Geraldini, este último, entre otras figuras italianas.
Lo poco que se sabe es que en 1478 ejercía como mercader. También se sabe que procedía de una familia de judíos conversos y que tuvo problemas con la Inquisición en 1490, por lo que estuvo preso.
En 1480 hizo un primer testamento, que reescribió en 1521, dando unas segundas últimas voluntades.

## Obra
Tras su paso por prisión, Li escribió diversas obras piadosas. El Thesoro de la Pasión Sacratísima de nuestro Redemptor Jesu-Christo de 1494, está dedicada a los Reyes Católicos. La Summa de la Pasciencia de 1505 está «dirigida a la Serenisima y muy Ilustre Señora doña Isabel de Castilla y Aragón, Princesa de Portugal, por su devoto y muy afectado servidor, ciudadano de Zaragoza», que en ediciones posteriores sería publicado con los Proverbios de Séneca. También escribió una Vida de San Gerónimo y Santa Paula que fue editada.

### Repertorio de los tiempos
Andrés de Li tenía interés por la astrología, por lo que estuvo en contacto con Bernardo de Granollach, un astrónomo y astrólogo de Barcelona, autor de un Lunario. Li también estaba en contacto con el plantel científico de la Universidad de Salamanca, sobre todo con el catedrático de astrología Sancho de Salaya y con el matemático, astrónomo e historiador Abraham Zacuto. Con estos antecedentes y con ayuda directa de Salaya, Li amplió y revistió de un marco teórico la obra de Granollach con su Repertorio de los tiempos (1492). En sí, el Repertorio de los tiempos es una mezcla amena y subyugante de astronomía e ideas científicas y de astrología y consideraciones sobre el calendario.
La primera edición del Repertorio fue en 1531, en Burgos, y en ella el Lunario de Granollach, con los datos de 1531 hasta 1550, formaban la última parte. Se editó de nuevo en Zaragoza en 1534, que fue empleada por Bartolomé Gutiérrez en su Año Xeritcense de 1755. Una tercera edición es de 1546 en Toledo, en la que Sancho Salaya añadió 22 años a las listas del Lunario. Llegó a editarse en 1977, en Barcelona, «nuevamente corregido y añadido en muchas partes y cosas muy necesarias, según por él se verá también del octavo cielo, y lo que contiene, del que fasta agora no se hacía mención en otros repertorios. Así mesmo una figura, por la cual podrás conocer de noche, por el norte, qué hora es, la cual es cosa bien provechosa y que muchos desean saber».